# Saxatilomys paulinae
Saxatilomys paulinae is een zoogdier uit de onderfamilie van de muizen en ratten van de Oude Wereld (Murinae) dat voorkomt in de kalksteenrotsen van de provincie Khammouan in Laos, samen met de Laotiaanse rotsrat en Hylomys megalotis, een haaregel. Het is de enige soort uit het geslacht Saxatilomys. De geslachtsnaam is afgeleid van het Latijnse woord saxatilis, dat "tussen de rotsen" betekent en het Oudgriekse woord μῦς "muis". De soortaanduiding is met een lyrische beschrijving aan Pauline Jenkins, curator zoogdieren op het Natural History Museum in Londen, opgedragen. Het geslacht is nauw verwant aan Dacnomys, Chiromyscus en Niviventer. Er zijn twee complete exemplaren en een aantal fragmentarische botten bekend. Deze soort eet waarschijnlijk insecten. Waarschijnlijk leeft hij in rotsgebieden of zelfs in grotten.

## Kenmerken
De vacht op de kop en de romp is dik en bijna stekelig. De rug is donkergrijs, de buik wat lichter, met witte vlekken. De voeten zijn van boven bruingrijs. De dunne staart is veel langer dan de kop-romplengte. De boven- en zijkanten zijn donkerbruin, de buik wit met enkele bruine spikkels. Vrouwtjes hebben 1+1+2=8 mammae. Om de ogen zit een smalle bruine ring en een bredere ongepigmenteerde ring. De oren zijn grijsbruin en vrij groot. Over het algemeen lijkt deze rat het meeste op Niviventer-soorten.
Abditomys · 
Abeomelomys · 
Aethomys · 
Anisomys · 
Anonymomys · 
Apodemus · 
Apomys · 
Archboldomys · 
Arvicanthis · 
Baiyankamys · 
Baletemys · 
Bandicota · 
Batomys · 
Berylmys · 
Brassomys · 
Bullimus · 
Bunomys · 
Canariomys · 
Carpomys · 
Chingawaemys · 
Chiromyscus · 
Chiropodomys · 
Chiruromys · 
Chrotomys · 
Coccymys · 
Colomys · 
Congomys · 
Conilurus · 
Coryphomys · 
Crateromys · 
Cremnomys · 
Crossomys · 
Crunomys · 
Dacnomys · 
Dasymys · 
Dephomys · 
Desmomys · 
Diomys · 
Diplothrix · 
Echiothrix · 
Eropeplus · 
Frateromys · 
Golunda · 
Gracilimus · 
Grammomys · 
Hadromys · 
Haeromys · 
Halmaheramys · 
Hapalomys · 
Heimyscus · 
Hybomys · 
Hydromys · 
Hylomyscus · 
Hyomys · 
Hyorhinomys · 
Kadarsanomys · 
Komodomys · 
Lamottemys · 
Leggadina · 
Lemniscomys · 
Lenomys · 
Lenothrix · 
Leopoldamys · 
Leporillus · 
Leptomys · 
Limnomys · 
Lorentzimys · 
Macruromys · 
Madromys ·
Malacomys · 
Mallomys · 
Malpaisomys · 
Mammelomys · 
Margaretamys · 
Mastacomys · 
Mastomys · 
Maxomys · 
Melasmothrix · 
Melomys · 
Mesembriomys ·
Micaelamys · 
Microhydromys · 
Micromys · 
Millardia · 
Mirzamys · 
Montemys · 
Mus · 
Musseromys · 
Mylomys · 
Myomyscus · 
Nesokia · 
Nilopegamys · 
Niviventer · 
Notomys · 
Ochromyscus · 
Oenomys ·
Otomys · 
Palawanomys · 
Papagomys · 
Parahydromys · 
Paraleptomys · 
Paramelomys · 
Parotomys · 
Paucidentomys · 
Paulamys · 
Pelomys · 
Phloeomys · 
Pithecheir · 
Pithecheirops · 
Pogonomelomys · 
Pogonomys · 
Praomys · 
Protochromys · 
Pseudohydromys · 
Pseudomys · 
Rattus · 
Rhabdomys · 
Rhynchomys · 
Saxatilomys ·
Serengetimys ·
Solomys · 
Sommeromys · 
Soricomys · 
Spelaeomys · 
Srilankamys · 
Stenocephalemys · 
Stochomys · 
Sundamys · 
Taeromys · 
Tarsomys · 
Tateomys · 
Thallomys · 
Thamnomys · 
Tokudaia · 
Tonkinomys ·
Tryphomys · 
Typomys · 
Uromys · 
Vandeleuria · 
Vernaya · 
Xenuromys · 
Xeromys · 
Zelotomys · 
Zyzomys